# Imprimi potest

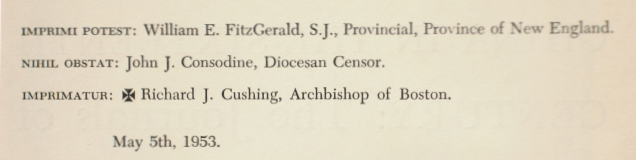
«Imprimi potest», «Nihil obstat» и «Imprimatur» на английском переводе (1953 год) книги Маттео Риччи

Imprimi potest (лат. «может печататься») — в Католической церкви официальная декларация, предоставленная главой монашеского ордена или уполномоченного им лица, в адрес литературного или другого труда на богословскую тематику, который претендует на выражение католического мнения и создан членом данного ордена или конгрегации.
Любой богословский труд с выражением католического мнения должен пройти две стадии одобрения, удостоверяющие, что в работе отсутствуют положения, противоречащие доктрине Католической церкви. Предварительная стадия «Nihil obstat» предоставляется цензором (лат. Censor Librorum), список которых утверждается епископской конференцией. Финальная стадия одобрения «Imprimatur» предоставляется епископом.
Если богословский труд написан членом монашеского ордена, то перед представлением епископу на имприматур кроме «Nihil obstat» монашествующий автор обязан получить ещё и санкцию «Imprimi potest» от руководства своего ордена.